# Scaphoideus longistyleus
Scaphoideus longistyleus är en insektsart som beskrevs av Li och Kuoh 1993. Scaphoideus longistyleus ingår i släktet Scaphoideus och familjen dvärgstritar. Inga underarter finns listade i Catalogue of Life.